# 대한조정협회
대한조정협회(大韓漕艇協會, Korean Rowing Association, KRA)는 조정을 국민에게 널리 보급할 목적으로 1998년 3월 25일 설립된 대한민국 문화체육관광부 소관의 사단법인이다. 사무실은 서울특별시 송파구 방이동 88 올림픽회관 내에 있다.

## 연혁
- 1962년 10월 31일 창립
- 1963년 2월 23일 대한체육회 가입
- 1965년 국제조정연맹(FISA) 가입
- 1982년 11월 아시아조정연맹(ARF) 가입 및 제9회 아시아경기대회(인도) 최초 참가
- 1993년 제5회 아시아조정선수권대회 개최
- 1995년 9월 세계8대 명문사학초청 조정경기대회 개최
- 2013년 충주 세계조정선수권대회 개최 예정

## 주요 사업
- 조정에 대한 기본 방침의 결정
- 국제경기대회의 개최 및 참가
- 각 산하 가맹경기단체 지부의 지도감독 및 회원단체의 지원
- 지도자 육성 및 선수의 양성
- 조정에 대한 연구 및 보급
- 국내 경기대회의 개최 및 주관
- 경기기술의 연구 및 향상에 관한 사업
- 경기시설에 관한 연구와 설치 및 관리
- 조정에 관한 자료수집 및 조사통계
- 조정에 관한 홍보 계몽
- 조정경기에 필요한 용구의 알선 및 사후관리 점검
- 기타 본회 목적 달성에 필요한 사업